# Côn trùng không cánh
Apterygota là tên gọi để chỉ một phân lớp côn trùng nhỏ, được phân biệt với các loài côn trùng khác do chúng không có cánh hiện nay và trong lịch sử tiến hóa của chúng. Chúng xuất hiện đầu tiên được biết từ hóa thạch sống trong kỷ Devon cách đây 417-354 triệu năm.
Nhộng của chúng trải qua hoặc không có sự biến thái, do vậy nó giống như những tiêu bản của con trưởng thành. Do da mỏng nên ta nhìn thấy chúng trong suốt.
Không có loài hiện tại được xếp vào nguy cơ bảo tồn.